# Pierre Cornu
Pierre Cornu (11 september 1893 Salon - 1996 Aix-en-Provence) was een Frans kunstenaar. 
Hij was de zoon van een welvarende handelsfamilie en begint al vroeg met tekenen en schilderen. Hij werd leerling van Othon Friesz. Financiële problemen dwingen hem Frankrijk voor even te verlaten voor een verblijf in Marokko. Om zich na enkele jaren weer te vestigen in Aix-en-Provence.
Hij maakte voornamelijk schilderijen van stillevens, naakten en landschappen. Zijn stijl is geïnspireerd door het impressionisme en het fauvisme. 